# Pessoa de cor
O termo pessoa de cor (às vezes abreviado PoC em inglês, person of color) é hoje usado principalmente nos Estados Unidos para descrever qualquer pessoa que não seja considerada branca, inclusive em vários pontos da história dos EUA, como afro-americanos, latino-americanos, asiático-americanos, nativo-americanos e outros. O termo enfatiza experiências comuns de racismo institucional. O termo também pode ser usado com outras categorias coletivas de pessoas, como "comunidades de cor", "homens de cor" (MoC) e "mulheres de cor" (WoC). O termo colored ("colorido") era originalmente equivalente em uso ao termo pessoa de cor, mas o uso dessa denominação no sul dos Estados Unidos gradualmente passou a ser restrito a "negros" e agora é considerado um termo pejorativo.

## História
O American Heritage Guide to Contemporary Usage and Style cita o uso de "pessoas de cor" já em 1796. Foi inicialmente usado para se referir a pessoas de herança africana e mista. Os colonos franceses usaram o termo gens de couleur ("pessoas de cor") para se referir a pessoas de descendência mista africana e europeia que foram libertadas da escravidão nas Américas. Na Carolina do Sul e em outras partes do sul profundo, esse termo foi usado para distinguir entre escravos que eram na maioria "pretos" ou "negros" e pessoas livres que eram principalmente "mulatas" ou "mestiças". Após a Guerra Civil Americana, "colorido" foi usado como um rótulo exclusivo para americanos negros, mas o termo acabou sendo desvalorizado em meados do século XX.
Embora o ativista norte-americano Martin Luther King Jr. tenha usado o termo "cidadãos de cor" em 1963, a frase em seu significado atual não foi aceita até o final da década de 1970. No final do século XX, o termo "pessoa de cor" foi introduzido nos Estados Unidos para combater a condescendência implícita nos termos "não-brancos" e "minoria" e ativistas da justiça racial nos EUA, influenciado por teóricos radicais como Frantz Fanon, popularizou-o neste momento. No final dos anos 1980 e início dos 1990, estava em ampla circulação. Ativistas anti-racistas e acadêmicos procuraram mover o entendimento da raça para além da dicotomia preto-branco então predominante.
A expressão "mulheres de cor" foi desenvolvida e introduzida para amplo uso por um grupo de ativistas de mulheres negras na Conferência Nacional das Mulheres em 1977. O termo foi usado como um método de comunicação de solidariedade entre mulheres não brancas que, segundo Loretta Ross, não se baseava no "destino biológico", mas em um ato político de se nomear.
Há também o uso de QTPoC e TQPoC, que agrupa QPoC (pessoa queer de cor) e TPoC (pessoa transgênero de cor), adicionalmente os usos de BIPoC (pessoas indígenas ou negras de cor), BPoC (pessoa preta de cor), BBIPoC (pessoas pretas, marrons e indígenas de cor), IPoC (pessoa indígena de cor) e NBPoC (pessoa não-negra de cor).

## Significado político
Segundo Stephen Saris, nos Estados Unidos existem duas principais divisões raciais. O primeiro é o delineamento "preto-branco". O segundo delineamento racial é aquele "entre brancos e todos os outros", com os brancos sendo "interpretados de maneira restrita" e todos os outros sendo chamados de "pessoas de cor". Como o termo "pessoas de cor" inclui pessoas muito diferentes, com apenas a distinção comum de não ser branco, chama a atenção para o papel fundamental da racialização nos Estados Unidos. Joseph Tuman argumenta que o termo "pessoas de cor" é atraente porque une grupos raciais e étnicos díspares em um coletivo mais amplo, solidário entre si.
O uso do termo "pessoa de cor", especialmente nos Estados Unidos, é frequentemente associado ao movimento de justiça social. Os guias de estilo do American Heritage Guide to Contemporary Usage and Style, da Stanford Graduate School of Business, e do Mount Holyoke College recomendam o termo "pessoa de cor" em detrimento de outras alternativas. Ao contrário de "colorido", que se refere apenas aos negros e geralmente é considerado ofensivo, "pessoa de cor" e suas variantes se referem inclusive a todos os povos não europeus - geralmente com a noção de que há solidariedade política entre eles - e "são virtualmente sempre considerados termos de orgulho e respeito".

## Crítica
Muitos críticos, brancos e não brancos, do termo se opõem à sua falta de especificidade e indicam que expressa racismo. Argumentou-se que o termo diminui o foco em questões individuais enfrentadas por diferentes grupos raciais e étnicos. Várias pessoas, brancas e não-brancas, compararam-na com os termos "colorido", "racializado" e "negro". Segundo alguns críticos, o termo implica que brancos ocidentais são sem raça ou sem cor.